# Карлос Пінеда
Карлос Енріке Пінеда Лопес (ісп. Carlos Enrique Pineda López; нар. 23 вересня 1997, Тегусігальпа) — гондураський футболіст, який грає на позиції півзахисника в клубі «Олімпія» та національній збірній Гондурасу.

## Клубна кар'єра
Карлос Пінеда розпочав виступи на футбольних полях у 2016 році в складі команди «Олімпія». У 2017 році клуб віддав гравця в оренду до клубу «Лобос УПНФМ», а в 2018 році в оренду до клубу «Реал де Мінас». Після повернення з оренди Пінеда став гравцем основного складу «Олімпії», та став у складі команди багаторазовим чемпіоном Гондурасу.

## Виступи за збірні
У 2017 році Карлос Пінеда дебютував у складі молодіжної збірної Гондурасу, і в тому ж році у складі молодіжної збірної брав участь у тогорічному молодіжному чемпіонаті світу. У 2019 році в складі молодіжної збірної гравець став срібним призером Панамериканських ігор. У 2021 році Пінеда у складі олімпійської збірної Гондурасу брав участь у футбольному турнірі Олімпійських ігор 2020 року в Токіо.
З 2019 року Карлос Пінеда грає у складі національної збірної Гондурасу. У складі збірної футболіст брав участь у розіграші Золотого кубка КОНКАКАФ 2025 року. Станом на липень 2025 року Пінеда зіграв у складі національної збірної 21 матч, у якому забитими голами не відзначився.